# Žabovřesky nad Ohří
Žabovřesky nad Ohří (deutsch Schaborschesk) ist eine Gemeinde in Tschechien. Sie liegt zwölf Kilometer westlich von Roudnice nad Labem an der Eger und gehört zum Okres Litoměřice.

## Geographie
Das Dorf befindet sich links der Eger. Durch Žabovřesky führt die Staatsstraße 246 zwischen Louny und Roudnice nad Labem. Nördlich des Ortes verläuft die Eisenbahn zwischen Libochovice und Mšené-lázně, an der sich ein Bahnhalt befindet.
Nachbarorte sind Chotěšov im Norden, Břežany nad Ohří im Osten, Budyně nad Ohří und Roudníček im Südosten,
Kostelec nad Ohří im Süden, Radovesice im Westen sowie Hájek im Nordwesten.

## Geschichte
Das 1336 erstmals erwähnte Dorf gehörte bis zur Ablösung der Patrimonialherrschaften im Jahre 1848 zur Herrschaft Budyně nad Ohří.

## Ortsgliederung
Für die Gemeinde Žabovřesky nad Ohří sind keine Ortsteile ausgewiesen.

## Sehenswürdigkeiten
- Kapelle